# Cardiacera calabyana
Cardiacera calabyana är en tvåvingeart som först beskrevs av Paramonov 1958.  Cardiacera calabyana ingår i släktet Cardiacera och familjen Pyrgotidae. Inga underarter finns listade i Catalogue of Life.